# 100 plus grands joueurs de la LNH
Les 100 plus grands joueurs de la LNH (100 Greatest NHL Players) est une liste dévoilée par la Ligue nationale de hockey en 2017 pour célébrer son 100e anniversaire. Les joueurs sélectionnés dans cette liste ont été choisis par un panel de 58 spécialistes du hockey, qui sont entre autres des journalistes, des anciens joueurs, des dirigeants et des entraîneurs.
Les 33 premiers joueurs, par ordre alphabétique, ont été dévoilés lors d'une cérémonie d'avant-match à la Classique du centenaire de la LNH, le 1er janvier 2017. Les 67 joueurs restants ont été annoncés le 27 janvier.

## Liste
| Nom                  | Position         | Équipe(s)                                                                                              | Période   | Référence   |
| -------------------- | ---------------- | --- | --------- | ----------- |
| Sid Abel             | Centre           | Détroit, Chicago                                                                                       | 1938-1954 | [ gnp 1 ]   |
| Syl Apps             | Centre           | Toronto                                                                                                | 1936-1948 | [ gnp 2 ]   |
| Andy Bathgate        | Ailier droit     | New York (Rangers), Toronto, Détroit, Pittsburgh                                                       | 1952-1971 | [ gnp 3 ]   |
| Jean Béliveau        | Centre           | Montréal                                                                                               | 1950-1971 | [ gnp 4 ]   |
| Max Bentley          | Centre           | Chicago, Toronto, New York (Rangers)                                                                   | 1940-1954 | [ gnp 5 ]   |
| Toe Blake            | Ailier gauche    | Montréal (Maroons), Montréal (Canadiens)                                                               | 1934-1948 | [ gnp 6 ]   |
| Mike Bossy           | Ailier droit     | New York (Islanders)                                                                                   | 1977-1987 | [ gnp 7 ]   |
| Raymond Bourque      | Défenseur        | Boston, Colorado                                                                                       | 1979-2001 | [ gnp 8 ]   |
| Johnny Bower         | Gardien de but   | New York (Rangers), Toronto                                                                            | 1953-1969 | [ gnp 9 ]   |
| Turk Broda           | Gardien de but   | Toronto                                                                                                | 1935-1951 | [ gnp 10 ]  |
| Martin Brodeur       | Gardien de but   | New Jersey, Saint-Louis                                                                                | 1991-2015 | [ gnp 11 ]  |
| Johnny Bucyk         | Ailier gauche    | Détroit, Boston                                                                                        | 1955-1978 | [ gnp 12 ]  |
| Pavel Boure          | Ailier droit     | Vancouver, Floride, New York (Rangers)                                                                 | 1991-2003 | [ gnp 13 ]  |
| Chris Chelios        | Défenseur        | Montréal, Chicago, Détroit, Atlanta                                                                    | 1984-2010 | [ gnp 14 ]  |
| King Clancy          | Défenseur        | Ottawa, Toronto                                                                                        | 1921-1937 | [ gnp 15 ]  |
| Bobby Clarke         | Centre           | Philadelphie                                                                                           | 1969-1984 | [ gnp 16 ]  |
| Paul Coffey          | Défenseur        | Edmonton, Pittsburgh, Los Angeles, Détroit, Hartford, Philadelphie, Chicago, Caroline, Boston          | 1980-2001 | [ gnp 17 ]  |
| Charlie Conacher     | Ailier droit     | Toronto, Détroit, New York (Americans)                                                                 | 1929-1941 | [ gnp 18 ]  |
| Yvan Cournoyer       | Ailier droit     | Montréal                                                                                               | 1963-1979 | [ gnp 19 ]  |
| Sidney Crosby        | Centre           | Pittsburgh                                                                                             | 2005-     | [ gnp 20 ]  |
| Pavel Datsiouk       | Centre           | Détroit                                                                                                | 2001-2016 | [ gnp 21 ]  |
| Alex Delvecchio      | Centre           | Détroit                                                                                                | 1950-1973 | [ gnp 22 ]  |
| Marcel Dionne        | Centre           | Détroit, Los Angeles, New York (Rangers)                                                               | 1971-1989 | [ gnp 23 ]  |
| Ken Dryden           | Gardien de but   | Montréal                                                                                               | 1970-1979 | [ gnp 24 ]  |
| Bill Durnan          | Gardien de but   | Montréal                                                                                               | 1943-1950 | [ gnp 25 ]  |
| Phil Esposito        | Centre           | Chicago, Boston, New York (Rangers)                                                                    | 1963-1981 | [ gnp 26 ]  |
| Tony Esposito        | Gardien de but   | Montréal, Chicago                                                                                      | 1968-1984 | [ gnp 27 ]  |
| Sergueï Fiodorov     | Centre           | Détroit, Anaheim, Columbus, Washington                                                                 | 1990-2009 | [ gnp 28 ]  |
| Peter Forsberg       | Centre           | Québec, Colorado, Philadelphie, Nashville                                                              | 1994-2011 | [ gnp 29 ]  |
| Ron Francis          | Centre           | Hartford, Pittsburgh, Caroline, Toronto                                                                | 1981-2004 | [ gnp 30 ]  |
| Grant Fuhr           | Gardien de but   | Edmonton, Toronto, Buffalo, Los Angeles, Saint-Louis, Calgary                                          | 1981-2000 | [ gnp 31 ]  |
| Bob Gainey           | Ailier gauche    | Montréal                                                                                               | 1973-1989 | [ gnp 32 ]  |
| Mike Gartner         | Ailier droit     | Washington, Minnesota (North Stars), New York (Rangers), Toronto, Phoenix                              | 1978-1998 | [ gnp 33 ]  |
| Bernard Geoffrion    | Ailier droit     | Montréal, New York (Rangers)                                                                           | 1950-1968 | [ gnp 34 ]  |
| Wayne Gretzky        | Centre           | Edmonton, Los Angeles, Saint-Louis, New York (Rangers)                                                 | 1979-1999 | [ gnp 35 ]  |
| Glenn Hall           | Gardien de but   | Détroit, Chicago, Saint-Louis                                                                          | 1952-1971 | [ gnp 36 ]  |
| Doug Harvey          | Défenseur        | Montréal, New York (Rangers), Détroit, Saint-Louis                                                     | 1945-1969 | [ gnp 37 ]  |
| Dominik Hašek        | Gardien de but   | Chicago, Buffalo, Détroit, Ottawa                                                                      | 1990-2008 | [ gnp 38 ]  |
| Tim Horton           | Défenseur        | Toronto, New York (Rangers), Pittsburgh, Buffalo                                                       | 1949-1974 | [ gnp 39 ]  |
| Gordie Howe          | Ailier droit     | Détroit, Hartford                                                                                      | 1946-1980 | [ gnp 40 ]  |
| Bobby Hull           | Ailier gauche    | Chicago, Winnipeg, Hartford                                                                            | 1957-1980 | [ gnp 41 ]  |
| Brett Hull           | Ailier droit     | Calgary, Saint-Louis, Dallas, Détroit, Phoenix                                                         | 1986-2005 | [ gnp 42 ]  |
| Jaromír Jágr         | Ailier droit     | Pittsburgh, Washington, New York (Rangers), Philadelphie, Dallas, Boston, New Jersey, Floride, Calgary | 1990-2018 | [ gnp 43 ]  |
| Patrick Kane         | Ailier droit     | Chicago                                                                                                | 2007-     | [ gnp 44 ]  |
| Duncan Keith         | Défenseur        | Chicago                                                                                                | 2003-     | [ gnp 45 ]  |
| Red Kelly            | Défenseur/centre | Détroit, Toronto                                                                                       | 1947-1967 | [ gnp 46 ]  |
| Ted Kennedy          | Centre           | Toronto                                                                                                | 1942-1957 | [ gnp 47 ]  |
| Dave Keon            | Centre           | Toronto, Hartford                                                                                      | 1960-1982 | [ gnp 48 ]  |
| Jari Kurri           | Ailier droit     | Edmonton, Los Angeles, New York (Rangers), Anaheim, Colorado                                           | 1980-1998 | [ gnp 49 ]  |
| Elmer Lach           | Centre           | Montréal                                                                                               | 1940-1954 | [ gnp 50 ]  |
| Guy Lafleur          | Ailier droit     | Montréal, New York (Rangers), Québec                                                                   | 1971-1991 | [ gnp 51 ]  |
| Pat LaFontaine       | Centre           | New York (Islanders), Buffalo, New York (Rangers)                                                      | 1983-1998 | [ gnp 52 ]  |
| Brian Leetch         | Défenseur        | New York (Rangers), Toronto, Boston                                                                    | 1987-2006 | [ gnp 53 ]  |
| Jacques Lemaire      | Centre           | Montréal                                                                                               | 1967-1979 | [ gnp 54 ]  |
| Mario Lemieux        | Centre           | Pittsburgh                                                                                             | 1984-2006 | [ gnp 55 ]  |
| Nicklas Lidström     | Défenseur        | Détroit                                                                                                | 1991-2012 | [ gnp 56 ]  |
| Eric Lindros         | Centre           | Philadelphie, New York (Rangers), Toronto, Dallas                                                      | 1992-2007 | [ gnp 57 ]  |
| Ted Lindsay          | Ailier gauche    | Détroit, Chicago                                                                                       | 1944-1965 | [ gnp 58 ]  |
| Al MacInnis          | Défenseur        | Calgary, Saint-Louis                                                                                   | 1981-2003 | [ gnp 59 ]  |
| Frank Mahovlich      | Ailier gauche    | Toronto, Détroit, Montréal                                                                             | 1957-1994 | [ gnp 60 ]  |
| Mark Messier         | Centre           | Edmonton, New York (Rangers), Vancouver                                                                | 1979-2004 | [ gnp 61 ]  |
| Stan Mikita          | Centre           | Chicago                                                                                                | 1958-1980 | [ gnp 62 ]  |
| Mike Modano          | Centre           | Minnesota (North Stars), Dallas, Détroit                                                               | 1989-2011 | [ gnp 63 ]  |
| Dickie Moore         | Ailier gauche    | Montréal, Toronto, Saint-Louis                                                                         | 1951-1968 | [ gnp 64 ]  |
| Howie Morenz         | Centre           | Montréal, Chicago, New York (Rangers)                                                                  | 1923-1937 | [ gnp 65 ]  |
| Scott Niedermayer    | Défenseur        | New Jersey, Anaheim                                                                                    | 1991-2010 | [ gnp 66 ]  |
| Joe Nieuwendyk       | Centre           | Calgary, Dallas, New Jersey, Toronto, Floride                                                          | 1987-2007 | [ gnp 67 ]  |
| Adam Oates           | Centre           | Détroit, Saint-Louis, Boston, Washington, Philadelphie, Anaheim, Edmonton                              | 1985-2004 | [ gnp 68 ]  |
| Bobby Orr            | Défenseur        | Boston, Chicago                                                                                        | 1966-1978 | [ gnp 69 ]  |
| Aleksandr Ovetchkine | Ailier gauche    | Washington                                                                                             | 2005-     | [ gnp 70 ]  |
| Bernie Parent        | Gardien de but   | Boston, Philadelphie, Toronto                                                                          | 1965-1979 | [ gnp 71 ]  |
| Brad Park            | Défenseur        | New York (Rangers), Boston, Détroit                                                                    | 1968-1985 | [ gnp 72 ]  |
| Gilbert Perreault    | Centre           | Buffalo                                                                                                | 1970-1986 | [ gnp 73 ]  |
| Jacques Plante       | Gardien de but   | Montréal, New York (Rangers), Saint-Louis, Toronto, Boston                                             | 1952-1973 | [ gnp 74 ]  |
| Denis Potvin         | Défenseur        | New York (Islanders)                                                                                   | 1973-1988 | [ gnp 75 ]  |
| Chris Pronger        | Défenseur        | Hartford, Saint-Louis, Edmonton, Anaheim, Philadelphie                                                 | 1993-2011 | [ gnp 76 ]  |
| Jean Ratelle         | Centre           | New York (Rangers), Boston                                                                             | 1960-1981 | [ gnp 77 ]  |
| Henri Richard        | Centre           | Montréal                                                                                               | 1955-1975 | [ gnp 78 ]  |
| Maurice Richard      | Ailier droit     | Montréal                                                                                               | 1942-1960 | [ gnp 79 ]  |
| Larry Robinson       | Défenseur        | Montréal, Los Angeles                                                                                  | 1973-1992 | [ gnp 80 ]  |
| Luc Robitaille       | Ailier gauche    | Los Angeles, Pittsburgh, New York (Rangers), Détroit                                                   | 1986-2006 | [ gnp 81 ]  |
| Patrick Roy          | Gardien de but   | Montréal, Colorado                                                                                     | 1984-2003 | [ gnp 82 ]  |
| Joe Sakic            | Centre           | Québec, Colorado                                                                                       | 1988-2009 | [ gnp 83 ]  |
| Börje Salming        | Défenseur        | Toronto, Détroit                                                                                       | 1973-1990 | [ gnp 84 ]  |
| Denis Savard         | Centre           | Chicago, Montréal, Tampa Bay                                                                           | 1980-1997 | [ gnp 85 ]  |
| Serge Savard         | Défenseur        | Montréal, Winnipeg                                                                                     | 1966-1983 | [ gnp 86 ]  |
| Terry Sawchuk        | Gardien de but   | Détroit, Toronto, Boston, Los Angeles, New York (Rangers)                                              | 1949-1970 | [ gnp 87 ]  |
| Milt Schmidt         | Centre           | Boston                                                                                                 | 1936-1955 | [ gnp 88 ]  |
| Teemu Selänne        | Ailier droit     | Winnipeg, Anaheim, San José, Colorado                                                                  | 1992-2014 | [ gnp 89 ]  |
| Brendan Shanahan     | Ailier gauche    | New Jersey, Saint-Louis, Hartford, Détroit, New York (Rangers)                                         | 1987-2009 | [ gnp 90 ]  |
| Eddie Shore          | Défenseur        | Boston, New York (Americans)                                                                           | 1926-1940 | [ gnp 91 ]  |
| Darryl Sittler       | Centre           | Toronto, Philadelphie, Détroit                                                                         | 1970-1985 | [ gnp 92 ]  |
| Billy Smith          | Gardien de but   | Los Angeles, New York (Islanders)                                                                      | 1971-1989 | [ gnp 93 ]  |
| Peter Šťastný        | Centre           | Québec, New Jersey, Saint-Louis                                                                        | 1980-1995 | [ gnp 94 ]  |
| Scott Stevens        | Défenseur        | Washington, Saint-Louis, New Jersey                                                                    | 1982-2004 | [ gnp 95 ]  |
| Mats Sundin          | Centre           | Québec, Toronto, Vancouver                                                                             | 1990-2009 | [ gnp 96 ]  |
| Jonathan Toews       | Centre           | Chicago                                                                                                | 2007-     | [ gnp 97 ]  |
| Bryan Trottier       | Centre           | New York (Islanders), Pittsburgh                                                                       | 1975-1994 | [ gnp 98 ]  |
| Georges Vézina       | Gardien de but   | Montréal                                                                                               | 1917-1925 | [ gnp 99 ]  |
| Steve Yzerman        | Centre           | Détroit                                                                                                | 1983-2006 | [ gnp 100 ] |

### Profils des joueurs
1. ↑  Sid Abel
2. ↑  Syl Apps
3. ↑  Andy Bathgate
4. ↑  Jean Béliveau
5. ↑  Max Bentley
6. ↑  Toe Blake
7. ↑  Mike Bossy
8. ↑  Ray Bourque
9. ↑  Johnny Bower
10. ↑  Turk Broda
11. ↑  Martin Brodeur
12. ↑  Johnny Bucyk
13. ↑  Pavel Bure
14. ↑  Chris Chelios
15. ↑  King Clancy
16. ↑  Bobby Clarke
17. ↑  Paul Coffey
18. ↑  Charlie Conacher
19. ↑  Yvan Cournoyer
20. ↑  Sidney Crosby
21. ↑  Pavel Datsyuk
22. ↑  Alex Delvecchio
23. ↑  Marcel Dionne
24. ↑  Ken Dryden
25. ↑  Bill Durnan
26. ↑  Phil Esposito
27. ↑  Tony Esposito
28. ↑  Sergei Fedorov
29. ↑  Peter Forsberg
30. ↑  Ron Francis
31. ↑  Grant Fuhr
32. ↑  Bob Gainey
33. ↑  Mike Gartner
34. ↑  Bernie Geoffrion
35. ↑  Wayne Gretzky
36. ↑  Glenn Hall
37. ↑  Doug Harvey
38. ↑  Dominik Hasek
39. ↑  Tim Horton
40. ↑  Gordie Howe
41. ↑  Bobby Hull
42. ↑  Brett Hull
43. ↑  Jaromir Jagr
44. ↑  Patrick Kane
45. ↑  Duncan Keith
46. ↑  Red Kelly
47. ↑  Ted Kennedy
48. ↑  Dave Keon
49. ↑  Jari Kurri
50. ↑  Elmer Lach
51. ↑  Guy Lafleur
52. ↑  Pat LaFontaine
53. ↑  Brian Leetch
54. ↑  Jacques Lemaire
55. ↑  Mario Lemieux
56. ↑  Nicklas Lidstrom
57. ↑  Eric Lindros
58. ↑  Ted Lindsay
59. ↑  Al MacInnis
60. ↑  Frank Mahovlich
61. ↑  Mark Messier
62. ↑  Stan Mikita
63. ↑  Mike Modano
64. ↑  Dickie Moore
65. ↑  Howie Morenz
66. ↑  Scott Niedermayer
67. ↑  Joe Nieuwendyk
68. ↑  Adam Oates
69. ↑  Bobby Orr
70. ↑  Alex Ovechkin
71. ↑  Bernie Parent
72. ↑  Brad Park
73. ↑  Gilbert Perreault
74. ↑  Jacques Plante
75. ↑  Denis Potvin
76. ↑  Chris Pronger
77. ↑  Jean Ratelle
78. ↑  Henri Richard
79. ↑  Maurice Richard
80. ↑  Larry Robinson
81. ↑  Luc Robitaille
82. ↑  Patrick Roy
83. ↑  Joe Sakic
84. ↑  Borje Salming
85. ↑  Denis Savard
86. ↑  Serge Savard
87. ↑  Terry Sawchuk
88. ↑  Milt Schmidt
89. ↑  Teemu Selanne
90. ↑  Brendan Shanahan
91. ↑  Eddie Shore
92. ↑  Darryl Sittler
93. ↑  Billy Smith
94. ↑  Peter Stastny
95. ↑  Scott Stevens
96. ↑  Mats Sundin
97. ↑  Jonathan Toews
98. ↑  Bryan Trottier
99. ↑  Georges Vezina
100. ↑  Steve Yzerman